# Фортескью, Джон
Сэр Джон Фортескью (около 1394, Норрис, Северный Хейш, 
Девон, Англия — около 1476, Эбрингтон, Глостершир) — английский юрист, барристер (с 1441), политический мыслитель и государственный деятель. Лорд главный судья Англии и Уэльса. Трижды назначался одним из руководителей Линкольнс-Инн. Член парламента Великобритании (с 1421 по 1437). Рыцарь-бакалавр.

## Биография

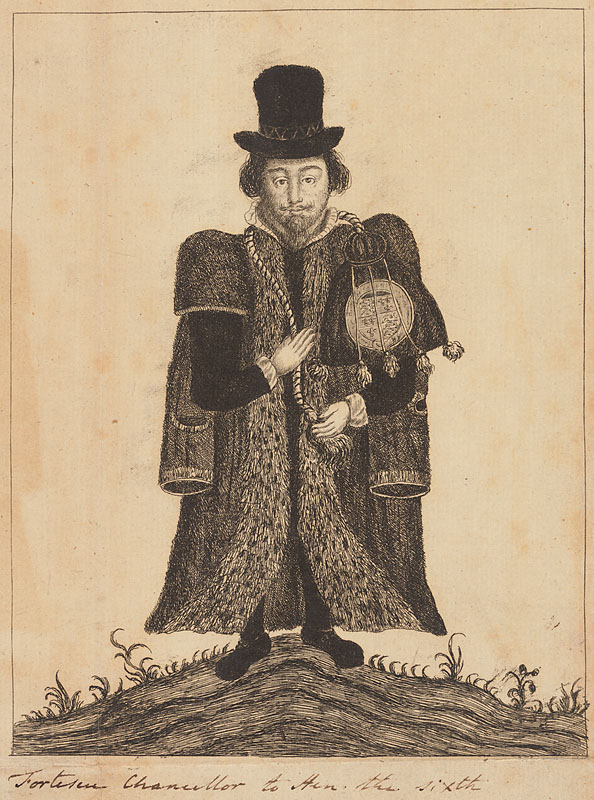
Сэр Джон Фортескью

Представитель старинного английского графского рода Фортескью. Образование получил в Эксетер-колледже в Оксфорде.
В 1422 году стал главным судьей палаты общих тяжб, в 1460 году назначен лордом-канцлером.
В начале войны Алой и Белой Розы (1455—1485) занял проланкастерскую позицию; после поражения ланкастерцев в 1461 г. бежал из Англии вместе с королевой Маргаритой в Шотландию и Фландрию.
В изгнании составил для своего воспитанника, молодого принца Валлийского Эдуарда, свой знаменитый трактат «De laudibus legum Angliae» (изд. в 1825 г. в Кембридже и в 1874 г. в Цинциннати).
В 1471 году, вернувшись на родину, перешёл на сторону йоркистов. Участвовал в битве при Тьюкебери, где был взят в плен, но освобождён.
Политическая концепция Д. Фортескью стала переходным звеном от идеологии сословной монархии к доктринам абсолютизма. Он считал, что государственное управление должно осуществляться королём в согласии с парламентом — в этом воплощалась формула власти dominium politicum et regale, отличавшая современный автору английский политический строй от установленного в других европейских монархиях. В этом отношении работы Фортескью стали важной частью концепций «сбалансированного правления» и «смешанного правления», предопределивших развитие политической мысли в XVII веке.
Вместе с тем предлагал ряд реформ, направленных на увеличение реальной власти короля и превращение сословно-представительских учреждений из средства контроля и ограничения в средство усиления королевской власти.
Обнаружил некоторое понимание связи между экономическими и политическими явлениями и выступил против жестокости средневекового судебного процесса. Оказал значительное влияние на развитие политической мысли в Англии XVI—XVII веков, а также на некоторых мыслителей Франции (Ф. де Коммин, Ж. Боден).

## Избранные труды
- De laudibus legum Angliae, 1825
- The governance of England, Oxf., 1885;